# Cherokee Bill
Cherokee Bill, egentligen Crawford Goldsby, amerikansk bandit. Född 8 februari 1876 i Fort Concho, Texas, död 17 mars 1896 i Oklahoma. Han var delvis cherokes-indian, delvis vit, delvis mexikan och delvis svart. Hans föräldrar var skilda. Hans brottsliga bana började med att en svart man lurade honom och Cherokee Bill sköt honom. Mannen dog inte men Bill flydde och strövade omkring bland seminol- och muskogee-stammarna. Där kom han i lag med Jim och Bill Cook, sedermera kända banditer, och började kallas Cherokee Bill.
1894, när en posse red in i Fourteen Mile Creek för att leta efter Jim Cook som var efterlyst för snatteri, urartade det till en eldstrid. Cherokee Bill sköt en av männen i possen, Sequoyah Houston.
Han sköt sin svåger, George Brown, för att denne hade slagit Bills syster. En järnvägsman sköts när han gjorde motstånd under ett rån. En tågkonduktör sköts när han försökte slänga Cherokee Bill av tåget. Ernest Milton blev skjuten i huvudet när han fick se Bill och hans kumpaner råna Shufeldt & sons butik i Lenapah.
1895 infångades Bill och en jury dömde honom skyldig till mordet på Ernest Milton. Bill smugglade in en revolver i fängelset och i juni 1896 sprängde han dörren med en laddning. Vakten Lawrence Keating slogs ihjäl av Bill och när han och några andra fångar försökte fly öppnade de andra vakterna eld. Utbrytarna fick kalla fötter och Cherokee Bill infångades igen. Han dömdes för mordet på vakten till hängning.